# The Goonies II
The Goonies II is een computerspel dat werd ontwikkeld en uitgegeven door Konami. Het spel kwam in 1987 uit voor de Nintendo Entertainment System en is gebaseerd op de gelijknamige film uit de jaren tachtig. De speler speelt in dit spel een karakter genaamd Mike. Mike begint met een jojo, maar gedurende het spel kunnen andere wapens worden bemachtigd, zoals boomerangs, bommen, Molotov-cocktails en zelfs een duikpak. Het doel van het side-scrolling platformspel is om Annie de zeemeermin te bevrijden. De speler kan geheime kamers vinden door tegen de muren te slaan.

## Ontvangst
| Beoordeeld door       | Platform | Datum            | Score |
| --------------------- | -------- | ---------------- | ----- |
| NES Archives          | NES      | 24 mei 2008      | 91%   |
| Power Play            | NES      | mei 1988         | 80%   |
| Happy Computer        | NES      | maart 1989       | 79%   |
| Netjak                | NES      | 12 april 2005    | 75%   |
| Total! (Duitsland)    | NES      | december 1994    | 75%   |
| Retroguiden           | NES      | 26 december 2013 | 60%   |
| The Video Game Critic | NES      | 27 juli 2007     | 25%   |